# Innovation inclusive
L'innovation inclusive est une approche participative et multi-dimensionnelle visant à l'amélioration de la qualité de vie de la société dans son ensemble. Elle peut être définie comme la participation de publics généralement exclus à la conception de nouveaux biens ou services, dans le but d'améliorer leurs conditions de vie et de leur permettre une meilleure participation sociale. Parmi ces publics exclus on identifie les personnes en situation de précarité, notamment dans les pays en développement, les personnes en situation de handicap ou encore les personnes âgées. 

## Origine du terme
La notion d'innovation inclusive est apparue à la suite de celle de croissance inclusive (ou inclusive growth (en)) qui désigne la croissance économique qui profite à tous et en particulier aux plus démunis. L'innovation inclusive s'inscrit dans cette logique de bénéfice partagé.

### Les approches participatives de l'innovation
De nombreuses initiatives industrielles et académiques ont encouragé la participation des publics. Dès les années 1960, l'approche dite socio-technique est développée dans les pays scandinaves et vise à impliquer les employés dans l'innovation à l'intérieur des entreprises. La participation vise à rendre les entreprises plus démocratiques et à garantir l'inclusion des employés dans une économie faisant de plus en plus usage des technologies. Les syndicats en pointent rapidement les limites, et notamment la mainmise des managers sur les changements implémentés. Cela donnera ensuite naissance au design participatif, impliquant plus directement les employés via des méthodes créatives dans les années 1970 et 80. Le projet Utopia est emblématique de cette approche . Si le design participatif s'est développé sur les lieux de travail, cette approche s'est démocratisée dans les années 1990 pour l'innovation avec et pour les populations marginalisées ou minoritaires (personnes en situation de handicap, personnes âgées, enfants, etc) .
Le concept d'innovation inclusive hérite également des travaux sur la technologie appropriée, ou technologie intermédiaire, proposée par Ernst Friedrich Schumacher en 1966. Il s'agit de proposer des innovations, conçues avec les communautés locales et adaptées à leur contexte. Cette approche connaît un fort essor jusqu'en 1975, mais ne reçoit pas le soutien institutionnel nécessaire, ni ne parvient à imposer des innovations plus frugales, souvent considérées inférieures par les usagers-concepteurs .

### Participation, responsabilité environnementale et développement économique
Les travaux sur l'innovation frugale sont cependant proches de ceux sur l'innovation inclusive, notamment lorsque celle-ci vise les pays en développement. L'éco-innovation et l'informatique durable , présentent également des concepts intéressants. Les définitions actuelles mettent différentiellement en avant ces aspects économiques, écologiques, participatifs et sociaux. La littérature de recherche s'est beaucoup intéressée à l'action des entreprises dans les pays en développement ,,,, au bénéfice des plus précaires .  L'innovation inclusive fait partie des objectifs de l'OCDE depuis 2013 ,.

## Notions proches
La notion de conception universelle, ou design universel, désigne depuis longtemps le fait de concevoir des solutions accessibles au plus grand nombre. S'il s'agit historiquement d'une approche participative et prenant en compte l’entièreté de la situation sociale des personnes, elle n'avait pas à l'origine de dimension économique, et elle est désormais surtout utilisée pour décrire l'utilisabilité par tous des produits et services . 